# عربة الخوف (مسلسل)
عربة الخوف مسلسل تلفزيوني عراقي، من إخراج جمال عبد جاسم، وتأليف علي صبري.

## الممثلون
- عادل عثمان.
- تمارا محمود.
- وجدان الأديب.
- كريم عواد.
- بهجت الجبوري.
- سامي قفطان.
- هند كامل .
- عبد الخالق المختار.
- سعدية الزيدي .
- نسرين عبد الرحمن.
- سمر محمد.
- مقداد عبد الرضا .